# Ade Komarudin
Ade Komarudin, né le 20 mai 1965 à Purwakarta, est un homme politique indonésien. En 2016, il est devenu le président de la chambre des représentants, succédant à Fadli Zon (id).
En septembre 2018, la cour suprême indonésienne annonce que il est impliqué dans la méga-corruption e-KTP avec deux autres accusés. Sa fille, Puteri Anetta Komarudin est une politicienne du Golkar.